# Hylaeus satelles
Hylaeus satelles là một loài Hymenoptera trong họ Colletidae. Loài này được Blackburn mô tả khoa học năm 1886.